# Айдесон, Джулия
Джулия Айдесон (англ. Julia Ideson, полное имя Julia Bedford Ideson; 1880—1945) — американская библиотекарь и общественный деятель.
Первая библиотекарь Публичной библиотеки Хьюстона.

## Биография
Родилась 15 июля 1880 года в городе Хейстингс, штат Небраска, в семье Джона Кастри (John Castree Ideson) и Розали Бейсман (Rosalie Baseman Ideson) Айдесон.
Отец Джулии владел книжным магазином, пока семья не переехала в Хьюстон, когда девочке было 12 лет. Она окончила в 1899 году школу в Хьюстоне и поступила в Техасский университет. Хотя Джулия Айдесон намеревалась стать преподавателем, на втором курсе она перешла на новый курс библиотечного дела.
По окончании университета она начала работать в Хьюстонской публичной библиотеке, открытой 2 марта 1904 года. Айдесон проработала в своей должности сорок лет, став руководителем библиотеки и выступая в качестве лидера в профессии библиотечного дела и многих общественных мероприятий в Хьюстоне. Она была сторонницей равных профессиональных возможностей для женщин и руководила библиотечным персоналом, состоящим преимущественно из женщин. Была избрана президентом Техасской библиотечной ассоциации (Texas Library Association) в 1911 году.
После окончания Первой мировой войны, в феврале 1919 года, Джулия Айдесон поехала во Францию, где в течение года управляла библиотекой, созданной там для контингента американских солдат. Она была одним из создателей Houston Open Forum, в котором обсуждались вместе с жителями Хьюстона важные для города темы. Здесь она проработала с 1926 по 1938 год. В 1932 году Айдесон стала первой женщиной из Хьюстона, выбранной для включения в список «Кто есть кто в Америке».
Умерла 15 июля 1945 года в городе Нью-Хоп, штат Пенсильвания, во время посещения этого штата. Была похоронена в Хьюстоне на кладбище Hollywood Cemetery рядом с родителями.
Одно из зданий Хьюстонской публичной библиотеки была названо в честь её первого библиотекаря — Здание Джулии Айдесон.